# Synyrias diffundens
Synyrias diffundens là một loài bướm đêm trong họ Noctuidae.